# Europamästerskapen i kortbanesimning 2011
Europamästerskapen i kortbanesimning 2011 arrangerades i Szczecin, Polen den 8–11 december 2011. Tävlingarna arrangerades av LEN (Ligue Européenne de Natation). Tävlingen beräknades kosta 1 miljon euro, och 543 simmare från 44 olika nationer deltog. Totalt delades 114 medaljer ut i totalt 38 discipliner.

## Medaljörer

### Damer
| Gren                        | Guld                                                                        | Guld           | Silver                                                                             | Silver     | Brons                                                                   | Brons      |
| 50 meter frisim             | Britta Steffen Tyskland                                                     | 24.01          | Jeanette Ottesen Danmark                                                           | 24.11 NR   | Triin Aljand Estland                                                    | 24.23      |
| 100 meter frisim            | Britta Steffen Tyskland                                                     | 51.94          | Jeanette Ottesen Danmark                                                           | 52.05      | Amy Smith Storbritannien                                                | 52.77      |
| 200 meter frisim            | Silke Lippok Tyskland                                                       | 1:54.08        | Melanie Costa Schmid Spanien                                                       | 1:54.31 NR | Evelyn Verrasztó Ungern                                                 | 1:54.55    |
| 400 meter frisim            | Mireia Belmonte Spanien                                                     | 3:56.39 NR     | Lotte Friis Danmark                                                                | 3:58.02 NR | Melanie Costa Schmid Spanien                                            | 4:00.30    |
| 800 meter frisim            | Lotte Friis Danmark                                                         | 8:07.53        | Erika Villaécija García Spanien                                                    | 8:12.23    | Melanie Costa Schmid Spanien                                            | 8:16.28    |
| 50 meter ryggsim            | Anastasija Zujeva Ryssland                                                  | 26.23 NR       | Georgia Davies Storbritannien                                                      | 26.93      | Simona Baumrtova Tjeckien                                               | 26.94 NR   |
| 100 meter ryggsim           | Daryna Zevina Ukraina                                                       | 56.96 NR       | Anastasija Zujeva Ryssland                                                         | 57.12      | Mie Nielsen Danmark                                                     | 57.57 NR   |
| 200 meter ryggsim           | Daryna Zevina Ukraina                                                       | 2:02.25 CR, NR | Duane Da Rocha Spanien                                                             | 2:03.32 NR | Melanie Nocher Irland                                                   | 2:04.29 NR |
| 50 meter bröstsim           | Valentina Artemjeva Ryssland                                                | 30.06          | Dorothea Brandt Tyskland                                                           | 30.17      | Darija Dejeva Ryssland                                                  | 30.63      |
| 100 meter bröstsim          | Valentina Artemjeva Ryssland                                                | 1:05.19        | Rikke Møller Pedersen Danmark                                                      | 1:05.23    | Darija Dejeva Ryssland                                                  | 1:05.83    |
| 200 meter bröstsim          | Rikke Møller Pedersen Danmark                                               | 2:19.55        | Anastasija Tjaun Ryssland                                                          | 2:20.84    | Fanny Lecluyse Belgien                                                  | 2:21.14 NR |
| 50 meter fjärilsim          | Jeanette Ottesen Danmark                                                    | 24.92 CR, NR   | Triin Aljand Estland                                                               | 25.51      | Sviatlana Chachlova Belarus                                             | 25.96 NR   |
| 100 meter fjärilsim         | Jeanette Ottesen Danmark                                                    | 56.22          | Jemma Lowe Storbritannien                                                          | 56.67      | Ilaria Bianchi Italien                                                  | 57.42 NR   |
| 200 meter fjärilsim         | Mireia Belmonte Spanien                                                     | 2:03.37        | Jemma Lowe Storbritannien                                                          | 2:04.04    | Jessica Dickons Storbritannien                                          | 2:04.80    |
| 100 meter individual medley | Theresa Michalak Tyskland                                                   | 59.05 NR       | Zsuzsanna Jakabos Ungern                                                           | 59.72      | Mie Nielsen Danmark                                                     | 1:00.10    |
| 200 meter individual medley | Mireia Belmonte Spanien                                                     | 2:07.06        | Evelyn Verrasztó Ungern                                                            | 2:08.28    | Hannah Miley Storbritannien                                             | 2:08.34    |
| 400 meter individual medley | Mireia Belmonte Spanien                                                     | 4:24.55 CR     | Hannah Miley Storbritannien                                                        | 4:26.06    | Zsuzsanna Jakabos Ungern                                                | 4:27.86 NR |
| 4×50 meter frisim stafett   | Tyskland Britta Steffen Dorothea Brandt Paulina Schmiedel Daniela Schreiber | 1:37.29        | Danmark Mie Nielsen Pernille Blume Katrine Holm Soerensen Jeanette Ottesen         | 1:37.63 NR | Italien Erika Ferraioli Erica Buratto Federica Pellegrini Laura Letrari | 1:38.12 NR |
| 4×50 meter medley stafett   | Danmark Mie Nielsen Rikke Møller Pedersen Jeanette Ottesen Pernille Blume   | 1:46.48        | Ryssland Anastasija Zujeva Valentina Artemjeva Irina Bespalova Margarita Nesterova | 1:47.08    | Polen Aleksandra Urbanczyk Ewa Scieszko Anna Dowgiert Katarzyna Wilk    | 1:48.70 NR |

Förkortningar: WR - Världsrekord; WBT – Världsbästa tid; ER - Europarekord; CR - Europamästerskapsrekord; NR – Nationellt rekord

### Herrar
| Gren                        | Guld                                                              | Guld       | Silver                                                                     | Silver   | Brons                                                                         | Brons       |
| 50 meter frisim             | Konrad Czerniak Polen                                             | 20.88 NR   | Sergej Fesikov Ryssland                                                    | 20.95    | Marco Orsi Italien                                                            | 21.01       |
| 100 meter frisim            | Sergej Fesikov Ryssland                                           | 46.56      | Luca Dotto Italien                                                         | 46.89    | Krisztián Takács Ungern                                                       | 47.46       |
| 200 meter frisim            | Paul Biedermann Tyskland                                          | 1:42.92    | Filippo Magnini Italien                                                    | 1:43.20  | László Cseh Ungern                                                            | 1:43.71     |
| 400 meter frisim            | Paul Biedermann Tyskland                                          | 3:38.65    | Mads Glæsner Danmark                                                       | 3:39.30  | Paweł Korzeniowski Polen                                                      | 3:40.54     |
| 1500 meter frisim           | Mateusz Sawrymowicz Polen                                         | 14:29.81   | Mads Glæsner Danmark                                                       | 14:29.88 | Serhij Frolov Ukraina                                                         | 14:35.22 NR |
| 50 meter ryggsim            | Aschwin Wildeboer Faber Spanien                                   | 23.43      | Flori Lang Schweiz                                                         | 23.57 NR | Pavel Sankovitj Belarus                                                       | 23.64 NR    |
| 100 meter ryggsim           | Radosław Kawęcki Polen                                            | 50.43 NR   | Aschwin Wildeboer Faber Spanien                                            | 50.61    | Pavel Sankovitj Belarus                                                       | 51.14 NR    |
| 200 meter ryggsim           | Radosław Kawęcki Polen                                            | 1:49.15    | Aschwin Wildeboer Faber Spanien                                            | 1:50.63  | Péter Bernek Ungern                                                           | 1:51.21 NR  |
| 50 meter bröstsim           | Fabio Scozzoli Italien                                            | 26.25      | Damir Dugonjič Slovenien                                                   | 26.34 NR | Alexander Dale Oen Norge                                                      | 26.49       |
| 100 meter bröstsim          | Alexander Dale Oen Norge                                          | 57.05      | Damir Dugonjič Slovenien                                                   | 57.29 NR | Fabio Scozzoli Italien                                                        | 57.30       |
| 200 meter bröstsim          | Dániel Gyurta Ungern                                              | 2:02.37    | Vjatjeslav Sinkevitj Ryssland                                              | 2:03.61  | Michael Jamieson Storbritannien                                               | 2:03.77 NR  |
| 50 meter fjärilsim          | Andrij Hovorov Ukraina                                            | 22.70      | Amaury Leveaux Frankrike                                                   | 22.74    | Konrad Czerniak Polen                                                         | 22.77 NR    |
| 100 meter fjärilsim         | Konrad Czerniak Polen                                             | 49.62 NR   | Jevgenij Korotysjkin Ryssland                                              | 49.88    | Francois Heersbrandt Belgien                                                  | 50.44 NR    |
| 200 meter fjärilsim         | László Cseh Ungern                                                | 1:50.87 NR | Nikolaj Skvortsov Ryssland                                                 | 1:51.21  | Joe Roebuck Storbritannien                                                    | 1:51.62     |
| 100 meter individual medley | Peter Mankoč Slovenien                                            | 52.70      | Markus Deibler Tyskland                                                    | 53.04    | Martti Aljand Estland                                                         | 53.37 NR    |
| 200 meter individual medley | László Cseh Ungern                                                | 1:53.43    | Markus Rogan Österrike                                                     | 1:53.63  | Gal Nevo Israel                                                               | 1:54.87     |
| 400 meter individual medley | László Cseh Ungern                                                | 4:01.68    | Dávid Verrasztó Ungern                                                     | 4:03.03  | Gal Nevo Israel                                                               | 4:04.49 NR  |
| 4×50 meter frisim stafett   | Italien Luca Dotto Marco Orsi Federico Bocchia Andrea Rolla       | 1:24.82    | Ryssland Sergej Fesikov Jevgenij Lagunov Andrej Gretjin Nikita Konovalov   | 1:25.11  | Belgien François Heersbrandt Emmanuel Vanluchene Louis Croenen Jasper Aerents | 1:25.83 NR  |
| 4×50 meter medley stafett   | Italien Mirco Di Tora Fabio Scozzoli Paolo Facchinelli Marco Orsi | 1:33.18    | Ryssland Vitalij Borisov Sergej Gejbel Jevgenij Korotysjkin Sergej Fesikov | 1:33.86  | Tyskland Christian Diener Erik Steinhagen Steffen Deibler Stefan Herbst       | 1:34.41     |

Förkortningar: WR - Världsrekord; WBT – Världsbästa tid; ER - Europarekord; CR - Europamästerskapsrekord; NR – Nationellt rekord